# Liste der Stolpersteine in Horb am Neckar
Die Liste der Stolpersteine in Horb am Neckar beschreibt besondere Pflastersteine in Gehwegen, die an die Opfer der nationalsozialistischen Diktatur in Horb am Neckar im baden-württembergischen Regierungsbezirk Karlsruhe in Deutschland erinnern sollen. Die Stolpersteine wurden vom Künstler Gunter Demnig konzipiert und werden von ihm in fast ganz Europa verlegt.
Bis 1936 war Horb Sitz eines Rabbinats. Dr. Abraham Schweizer war Rabbiner der Gemeinde. Nach ihm wurde in Horb ein Platz benannt und für ihn in Stuttgart, an der Gymnasiumstraße 23, ein Stolperstein verlegt. Heute ist bekannt, dass 125 Jüdinnen und Juden aus Rexingen deportiert wurden. Nicht für alle wurden bisher Stolpersteine verlegt.

## Verlegte Stolpersteine

### Horb am Neckar
In Horb am Neckar wurden zumindest neun Stolpersteine an vier Adressen verlegt.
| Stolperstein | Inschrift | Verlegeort                       | Name, Leben                                    |
| ------------ | --- | -------------------------------- | ---------------------------------------------- |
|              | HIER WOHNTE ALICE ESSLINGER GEB. STERN JG. 1905 DEPORTIERT 1941 RIGA ERMORDET                                                     | Gutermannstraße 7 Horb am Neckar | Alice Esslinger, geborene Stern (1905–1941/45) |
|              | HIER WOHNTE HELMUT ESSLINGER JG. 1936 DEPORTIERT 1941 RIGA ERMORDET                                                               | Gutermannstraße 7 Horb am Neckar | Helmut Esslinger (1936–1941/45)                |
|              | HIER WOHNTE VIKTOR ESSLINGER JG. 1897 DEPORTIERT 1941 RIGA ERMORDET                                                               | Gutermannstraße 7 Horb am Neckar | Viktor Esslinger (1897–1941/45)                |
|              | HIER WOHNTE MARIA LEINS JG. 1922 VERHAFTET WEGEN RASSENSCHANDE RAVENSBRÜCK ERMORDET 1945                                          | Hirschgasse 10 Horb am Neckar    | Maria Leins (1922–1945)                        |
|              | HIER WOHNTE EUGEN ROHRER JG. 1864 EINGEWIESEN 1903 MEHRERE HEILANSTALTEN 'VERLEGT' 3.6.1940 ERMORDET 3.6.1940 GRAFENECK AKTION T4 | Marktstraße 4 Horb am Neckar     | Eugen Rohrer (1864–1940)                       |
|              | HIER WOHNTE FANNY WÄLDER GEB. HIRSCH JG. 1894 FLUCHT 1933 FRANKREICH INTERNIERT DRANCY DEPORTIERT 1943 ERMORDET IN AUSCHWITZ      | Neckarstraße 45 Horb am Neckar   | Fanny Wälder, geborene Hirsch (1894–1943/45)   |
|              | HIER WOHNTE HEINZ SIMON WÄLDER JG. 1925 FLUCHT 1933 FRANKREICH INTERNIERT DRANCY DEPORTIERT 1943 ERMORDET IN AUSCHWITZ            | Neckarstraße 45 Horb am Neckar   | Heinz Simon Wälder (1925–1943/45)              |
|              | HIER WOHNTE RUTH WÄLDER JG. 1922 FLUCHT 1933 FRANKREICH INTERNIERT DRANCY DEPORTIERT 1943 ERMORDET IN AUSCHWITZ                   | Neckarstraße 45 Horb am Neckar   | Ruth Wälder (1922–1943/45)                     |
|              | HIER WOHNTE VIKTOR WÄLDER JG. 1884 FLUCHT 1933 FRANKREICH INTERNIERT DRANCY DEPORTIERT 1943 ERMORDET IN AUSCHWITZ                 | Neckarstraße 45 Horb am Neckar   | Viktor Wälder (1884–1943/45)                   |

### Mühringen
In Mühringen wurden zumindest neun Stolpersteine an fünf Adressen verlegt.
| Stolperstein | Inschrift                                                                                                  | Verlegeort                      | Name, Leben |
| ------------ | --- | ------------------------------- | --- |
|              | HIER WOHNTE SALOMON SALY ELSÄSSER JG. 1874 DEPORTIERT 1942 THERESIENSTADT ERMORDET IN TREBLINKA            | Schloßstraße 1 Mühringen        | Salomon Elsässer (1874–1942/45) |
|              | HIER WOHNTE SARA SOFIE ELSÄSSER GEB. SCHWARZ JG. 1874 DEPORTIERT 1942 THERESIENSTADT ERMORDET IN TREBLINKA | Schloßstraße 1 Mühringen        | Sara Sofie Elsässer, geborene Schwarz (1882–1942/45) |
|              | HIER WOHNTE EMMA FEIGENHEIMER GEB. SCHWARZ JG. 1883 DEPORTIERT 1941 RIGA ERMORDET                          | Burggasse Mühringen             | Emma Feigenheimer, geborene Schwarz (1883–1941/45) |
|              | HIER WOHNTE KLARA HAARBURGER GEB. LEVI JG. 1879 DEPORTIERT 1942 THERESIENSTADT TOT 10.12.1942              | Graf-Gerold-Straße 30 Mühringen | Klara Haarburger (1879–1942) |
|              | HIER WOHNTE MAX HAARBURGER JG. 1879 DEPORTIERT 1942 THERESIENSTADT ERMORDET IN AUSCHWITZ                   | Graf-Gerold-Straße 30 Mühringen | Max Haarburger, geborene Levi (1879–1942) |
|              | HIER WOHNTE PEPPI OPPENHEIMER JG. 1865 DEPORTIERT 1942 THERESIENSTADT ERMORDET                             | Schlossstraße 12 Mühringen      | Peppi Oppenheimer (1865–1942/45) |
|              | HIER WOHNTE THEKLA OPPENHEIMER JG. 1869 DEPORTIERT 1942 THERESIENSTADT ERMORDET IN TREBLINKA               | Schlossstraße 12 Mühringen      | Thekla Oppenheimer (1869–1942) |
|              | HIER WOHNTE MARTHA SCHWARZ JG. 1897 DEPORTIERT 1941 RIGA ERMORDET 1942                                     | Graf-Gerold-Straße 32 Mühringen | Martha Schwarz wurde am 7. Oktober 1897 in Mühringen geboren. Ihre Eltern, Albert Schwarz und Hannchen, geborene Esslinger, führten ein gut gehendes Lebensmittel- und Manufakturwarengeschäft an der Hauptstraße, heute Graf-Gerold-Straße. Martha Schwarz war das fünfte Kind der Familie, zu ihren Geschwistern zählten Emma, später verheiratete Feigenheimer, und Sofie, später verheiratete Elsässer. Martha Schwarz blieb unverheiratet. Sie führte gemeinsam mit ihrem Schwager Salomon Elsässer ein Schuh- und Textiliengeschäft und wohnte in einem Haus, welches sie von ihrem anderen Schwager, Julius Feigenheimer, erworben hatte. Ende der 1930er Jahre mussten die noch in Mühringen lebenden Juden ihre Häuser verlassen, sie wurden im Feigenheimer-Haus in der Burggasse einquartiert. Im April 1942 wurden sie nach Rexingen zwangsumgesiedelt. Die Liegenschaften wurden „arisiert“. Martha Schwarz wurde am 1. Dezember 1941 gemeinsam mit ihrer inzwischen verwitweten Schwester Emma Feigenheimer nach Riga deportiert, wo sie im Januar 1942 ums Leben kam. |
|              | HIER WOHNTE KARL STEINHARTER JG. 1880 DEPORTIERT 1941 RIGA ERMORDET                                        | Graf-Gerold-Straße 30 Mühringen | Karl Steinharter wurde am 22. Oktober 1880 in Mühringen als viertes Kind des Viehhändlers Sußmann Steinharter und Klara, geborene Levi, geboren. Zwei seiner Geschwister waren bereits im Kindesalter gestorben. Karl wuchs gemeinsam mit seiner älteren Schwester Julie (geboren am 4. April 1878) auf. Nach der Schule ergriff er den gleichen Beruf wie sein Vater. 1909 heiratete Karl Steinharter Selma Erlanger, geboren am 24. April 1887 in Ichenhausen bei Günzburg. Am 25. Juni 1910 wurde Sohn Siegfried geboren, der später auch Tierhändler werden sollte. Die Familie wohnte an der Adresse Unten Im Dorf Haus Nr. 48, heute Graf-Gerold-Straße 33, in jenem Haus, das schon Vater und Großvater von Karl Steinharter gehört hatte. Im Ersten Weltkrieg diente er als Soldat. 1940 starben seine Frau und seine Mutter. Karl Steinharter selbst wurde am 1. Dezember 1941 nach Riga deportiert und in der Folge ermordet. Die Schwester von Karl Steinharter wanderte Anfang des Jahrhunderts nach Amerika aus und heiratete 1903 in Washington Adolf Berlizheimer aus Mühringen. Das Ehepaar kehrte nach einigen Jahren wieder nach Mühringen zurück. Adolf Berlizheimer verstarb 1910. Seine Witwe floh im April 1940 in die USA. Sohn Siegfried schloss sich 1938 der Rexinger Auswanderergruppe nach Palästina an und konnte sich rechtzeitig in Sicherheit bringen. Er gehörte zu den Gründern von Schawe Zion, einem Dorf im Norden Palästinas. |

### Nordstetten
In Nordstetten wurden zumindest zwei Stolpersteine an einer Adresse verlegt.
| Stolperstein | Inschrift                                                                                             | Verlegeort                   | Name, Leben |
| ------------ | --- | ---------------------------- | --- |
|              | HIER WOHNTE MINA AUERBACHER GEB. SCHWAB JG. 1888 DEPORTIERT 1942 THERESIENSTADT ERMORDET IN TREBLINKA | Hauptstraße 50/1 Nordstetten | Mina Auerbacher, geborene Schwab, wurde am 29. März 1888 als uneheliche Tochter von Jeanette Schwab in Haigerloch geboren. Vermutlich im Jahre 1928 heiratete sie den Witwer Sigmund Auerbacher, der aus erster Ehe zwei bereits erwachsene Kinder hatte. Die Ehe von Mina und Sigmund Auerbacher blieb kinderlos. 1933 lebten in Nordstetten gerade noch zwölf jüdische Bürger. Die Abwanderung in die Städte hatte 1925 zur Auflösung der Gemeinde und zum Verkauf der Synagoge geführt. 1934 fand die letzte Beerdigung auf dem jüdischen Friedhof statt. 1941 lebten nur noch drei Menschen jüdischen Glaubens in Nordstetten, das Ehepaar Auerbacher und die Witwe Betty Levi. Im Juni dieses Jahres wurden sie gezwungen ihre Häuser zu verlassen und nach Rexingen umzuziehen. Die Witwe starb im Januar 1942, Mina Auerbacher und ihr Ehemann mussten in einer Zimmer-Küche-Wohnung im Haus der Auguste Löwenstein leben, die Ende 1941 nach Riga deportiert wurde. Am 21. August 1942 wurde das Ehepaar Auerbacher über Stuttgart in das KZ Theresienstadt und von dort am 26. September 1942 in das Vernichtungslager Treblinka deportiert. Mina Auerbacher und ihr Mann wurden kurz nach ihrer Ankunft in einer Gaskammer ermordet. Stiefsohn und Stieftochter konnten rechtzeitig in der Vereinigten Staaten flüchten. |
|              | HIER WOHNTE SIGMUND AUERBACHER JG. 1869 DEPORTIERT 1942 THERESIENSTADT ERMORDET IN TREBLINKA          | Hauptstraße 50/1 Nordstetten | Sigmund Auerbacher, wurde am 9. Mai 1869 in Nordstetten geboren. Seine Eltern waren Samuel Auerbacher (1835–1912) und Lena, geborene Reinauer (1841–1925). Er ist als Metzger eingetragen, doch betrieb er ein Handelsgewerbe mit Ölen, Fetten, Häuten und Seifen. Im Jahr 1901 heiratete er Celine Levy, zuerst standesamtlich, wenige Tage später in der Synagoge. Sie kauften ein Haus und bezogen es 1901. Das Paar bekam drei Kinder, das erste Kind, Sally, starb 1902 nur wenige Tage nach der Geburt. Sohn Alfred wurde 1903 geboren, 1908 Tochter Hermine. Im Jahr 1926 starb Celine Auerbacher, vermutlich zwei Jahre später heiratete Auerbacher Mina Schwab, diese Ehe blieb, auch auf Grund des schon fortgeschrittenen Alters von Sigmund Auerbacher, ehelos. In Folge der Reichspogromnacht am 9. November 1938 wurde er verhaftet und in das KZ Dachau verschleppt, am 17. Dezember 1938 wurde er wieder entlassen. Sein Handelsgewerbe durfte er nicht mehr fortführen. Im Jahr 1941 lebten nur noch drei Menschen jüdischen Glaubens in Nordstetten, die Auerbachers und die Witwe Betty Levy. Sie wurden nach Rexingen zwangsumgesiedelt und mussten zu dritt in einer kleinen Wohnung im Haus der Auguste Löwenstein leben. Das Mobiliar der Auerbachers wurde vermutlich zu Schleuderpreisen verkauft. Auguste Löwenstein wurde Ende 1941 nach Riga deportiert, Betti Levi starb. Sigmund Auerbacher und seine Frau wurden am 21. August 1942 über Stuttgart in das KZ Theresienstadt deportiert, von dort am 26. September in das Vernichtungslager Treblinka überstellt und dort kurz nach der Ankunft ermordet. Seine beiden Kinder waren rechtzeitig in die USA geflüchtet, Alfred Auerbach (er änderte seinen Namen von Auerbacher zu Auerbach) und Hermine Miller stellten 1955/56 einen Restitutionsantrag. Die Geschwister waren zu diesem Zeitpunkt noch kinderlos. |

### Rexingen
In Rexingen wurden zumindest 30 Stolpersteine an zwölf Adressen verlegt.
| Stolperstein | Inschrift | Verlegeort                                | Name, Leben |
| ------------ | --- | ----------------------------------------- | --- |
|              | HIER WOHNTE AUGUSTE EPPSTEIN GEB. SCHWARZ JG. 1877 DEPORTIERT 1942 IZBICA ERMORDET                                       | Freudenstädter Straße 17 Rexingen         | Auguste Eppstein, geborene Schwarz (1877–1942/45) |
|              | HIER WOHNTE MARTHA FRÖHLICH GEB. MÜNZ JG. 1895 DEPORTIERT 1941 RIGA ERMORDET                                             | Freudenstädter Straße (Schulhof) Rexingen | Martha Fröhlich, geborene Münz (1895–1942) |
|              | HIER WOHNTE SIMON FRÖHLICH JG. 1895 DEPORTIERT 1941 RIGA ERMORDET                                                        | Freudenstädter Straße (Schulhof) Rexingen | Simon Fröhlich (1895–1944/45) |
|              | HIER WOHNTE BERTA GIDEON GEB. SCHWARZ JG. 1880 DEPORTIERT 1942 THERESIENSTADT ERMORDET IN TREBLINKA                      | Kirchstraße 25 Rexingen                   | Berta Gideon, geborene Schwarz (1880–1942) |
|              | HIER WOHNTE SIGMUND GIDEON JG. 1872 DEPORTIERT 1942 THERESIENSTADT ERMORDET IN TREBLINKA                                 | Kirchstraße 25 Rexingen                   | Sigmund Gideon (1872–1942) |
|              | HIER WOHNTE ERNA HESS GEB. LEMBERGER JG. 1903 DEPORTIERT 1942 RIGA ERMORDET                                              | Bergstraße 43 Rexingen                    | Erna Hess, geborene Lemberger (1903–1942/45) |
|              | HIER WOHNTE RICHARD HESS JG. 1930 DEPORTIERT 1942 RIGA ERMORDET                                                          | Bergstraße 43 Rexingen                    | Richard Hess (1930–1942/45) |
|              | HIER WOHNTE IDA HOPFER GEB. HANAUER JG. 1886 DEPORTIERT 1942 THERESIENSTADT ERMORDET 1944 IN AUSCHWITZ                   | Freudenstädter Straße 30 Rexingen         | Ida Hopfer, geborene Hanauer (1886–1944) |
|              | HIER WOHNTE JULIUS HOPFER JG. 1872 DEPORTIERT 1942 THERESIENSTADT ERMORDET 1944 IN AUSCHWITZ                             | Freudenstädter Straße 30 Rexingen         | Julius Hopfer (1872–1944) |
|              | HIER WOHNTE SALLY HOPFER JG. 1903 DEPORTIERT 1941 RIGA ERMORDET                                                          | Freudenstädter Straße 30 Rexingen         | Sally Hopfer (1903–1941/45) |
|              | HIER WOHNTE ARNOLD ISENBERG JG. 1891 DEPORTIERT 1942 IZBICA ERMORDET                                                     | Lichtenbergstraße 26 Rexingen             | Arnold Isenberg (1891–1942/45) 2021 wurde die Arnold und Frederike Isenberg Bibliothek in der ehemaligen Synagoge von Rexingen eröffnet.                  |
|              | HIER WOHNTE FRIEDERIKE ISENBERG GEB. LEOPOLD JG. 1889 DEPORTIERT 1942 IZBICA ERMORDET                                    | Lichtenbergstraße 26 Rexingen             | Friederike Isenberg, geborene Leopold (1889–1942/45) 2021 wurde die Arnold und Frederike Isenberg Bibliothek in der ehem. Synagoge von Rexingen eröffnet. |
|              | HIER WOHNTE FRIEDER LEMBERGER JG. 1935 DEPORTIERT 1941 RIGA ERMORDET                                                     | Bergstraße 43 Rexingen                    | Frieder Lemberger (1935–1941/45) |
|              | HIER WOHNTE HILDE LEMBERGER GEB. SCHWARZ JG. 1909 DEPORTIERT 1941 RIGA ERMORDET                                          | Bergstraße 43 Rexingen                    | Hilde Lemberger, geborene Schwarz (1909–1941/45) |
|              | HIER WOHNTE THUSITTA (DORCHEN) LEMBERGER GEB. STRASSBURGER JG. 1870 DEPORTIERT 1942 THERESIENSTADT ERMORDET IN TREBLINKA | Bergstraße 43 Rexingen                    | Thusitta Lemberger, geborene Lemberger, genannt Dorchen (1870–1942/45)                                                                                    |
|              | HIER WOHNTE JEANETTE LEVI GEB. HAHN JG. 1883 DEPORTIERT 1941 RIGA ERMORDET                                               | Kirchstraße 19 Rexingen                   | Jeanette Levi, geborene Hahn (1883–1941/45) |
|              | HIER WOHNTE SAMUEL LEVI JG. 1883 DEPORTIERT 1941 RIGA ERMORDET                                                           | Kirchstraße 19 Rexingen                   | Samuel Levi (1883–1941/45) |
|              | HIER WOHNTE BERTHOLD NECKARSULMER JG. 1869 DEPORTIERT 1940 THERESIENSTADT ERMORDET 1942 IN TREBLINKA                     | Bergstraße 29 Rexingen                    | Berthold Neckarsulmer (1869–1942) |
|              | HIER WOHNTE ZILLY NECKARSULMER GEB. GIDEON JG. 1880 DEPORTIERT 1940 THERESIENSTADT ERMORDET 1942 IN TREBLINKA            | Bergstraße 29 Rexingen                    | Zilly Neckarsulmer, geborene Gideon (1880–1942) |
|              | HIER WOHNTE ELSA PRESSBURGER GEB. NECKARSULMER JG. 1879 DEPORTIERT 1941 RIGA ERMORDET                                    | Lichtenbergstraße 26 Rexingen             | Elsa Pressburger, geborene Neckarsulmer (1879–1942/45) |
|              | HIER WOHNTE ISAK PRESSBURGER JG. 1881 DEPORTIERT 1940 RIGA ERMORDET                                                      | Freudenstädter Straße 70 Rexingen         | Isak Pressburger (1881–1940/45) |
|              | HIER WOHNTE KATHI PRESSBURGER GEB. GIDEON JG. 1882 DEPORTIERT 1941 RIGA ERMORDET                                         | Freudenstädter Straße 70 Rexingen         | Kathi Pressburger, geborene Gideon (1882–1941/45) |
|              | HIER WOHNTE ELIAS SCHWARZ JG. 1882 DEPORTIERT 1941 RIGA ERMORDET                                                         | Freudenstädter Straße 29 Rexingen         | Elias Schwarz (1882–1941) |
|              | HIER WOHNTE LOUIS SCHWARZ JG. 1880 DEPORTIERT 1942 THERESIENSTADT ERMORDET 19.1.1944                                     | Freudenstädter Straße 29 Rexingen         | Louis Schwarz (1800–1941) |
|              | HIER WOHNTE THEKLA SCHWARZ GEB. SCHWARZ JG. 1893 DEPORTIERT 1941 RIGA ERMORDET                                           | Freudenstädter Straße 31 Rexingen         | Thekla Schwarz, geborene Schwarz (1893–1941/45) |
|              | HIER WOHNTE TRUDE SCHWARZ JG. 1922 DEPORTIERT 1941 RIGA ERMORDET                                                         | Freudenstädter Straße 29 Rexingen         | Trude Schwarz (1922–1941/45) |
|              | HIER WOHNTE WILHELM WÄLDER JG. 1880 'SCHUTZHAFT' 1938 DACHAU DEPORTIERT 1942 THERESIENSTADT 1944 AUSCHWITZ ERMORDET      | Johanniterstraße 16 Rexingen              | Wilhelm Wälder (1880–1944) |
|              | HIER WOHNTE ILSE WÄLDER JG. 1922 DEPORTIERT 1942 IZBICA ERMORDET                                                         | Johanniterstraße 16 Rexingen              | Ilse Wälder (1922–1942/45) |
|              | HIER WOHNTE WILHELM WÄLDER JG. 1880 'SCHUTZHAFT' 1938 DACHAU DEPORTIERT 1942 THERESIENSTADT 1944 AUSCHWITZ ERMORDET      | Johanniterstraße 16 Rexingen              | Wilhelm Wälder (1880–1944) |
|              | HIER WOHNTE ZILLI WÄLDER GEB. WEIL JG. 1885 DEPORTIERT 1942 THERESIENSTADT ERMORDET 17.8.1943                            | Johanniterstraße 16 Rexingen              | Zilli Wälder, geborene Weil (1885–1943) |

## Verlegedaten
- 26. November 2011: Horb (Gutermannstraße 7, Marktstraße 4), Mühringen (Burggasse, Graf-Gerold-Straße 30 (Eheppar Haarburger)), Nordstetten (Hauptstraße 50/1), Rexingen (Bergstraße 43, Freudenstädter Straße Schulhof und 29)
- 15. September 2012: Horb (Hirschgasse 10, Neckarstraße 45), Mühringen (Schloßstraße 1 und 12), Rexingen (Freudenstädter Straße 17 und 31)
- 7. September 2013: Rexingen (Freudenstädter Straße 31 und 70, Kirchstraße 19 und 25)
- 27. November 2014: Mühringen (Graf-Gerold-Straße 30 und 32 (Martha Schwarz, Karl Steinharter)), Rexingen (Johanniterstraße 16, Lichtenbergstraße 26)